# Ópera Real de Mascate
La Ópera Real de Mascate (en árabe: دار الأوبرا السلطانية مسقط) es el lugar más importante en Omán para las artes musicales y la cultura. El teatro de la ópera se encuentra en el distrito de Al-Shati Qurm de Mascate, la capital de Omán. Construido sobre las reales órdenes del sultán Qaboos de Omán, la Ópera Real refleja la arquitectura omaní contemporánea, y tiene una capacidad para albergar a un máximo de 1.100 personas. El complejo de la ópera consta de una sala de conciertos, un auditorio, jardines formales, mercado cultural con venta al por menor, restaurantes de lujo y un centro de arte para producciones musicales, teatrales y de ópera.